# تاريخ تنسيق الزهور

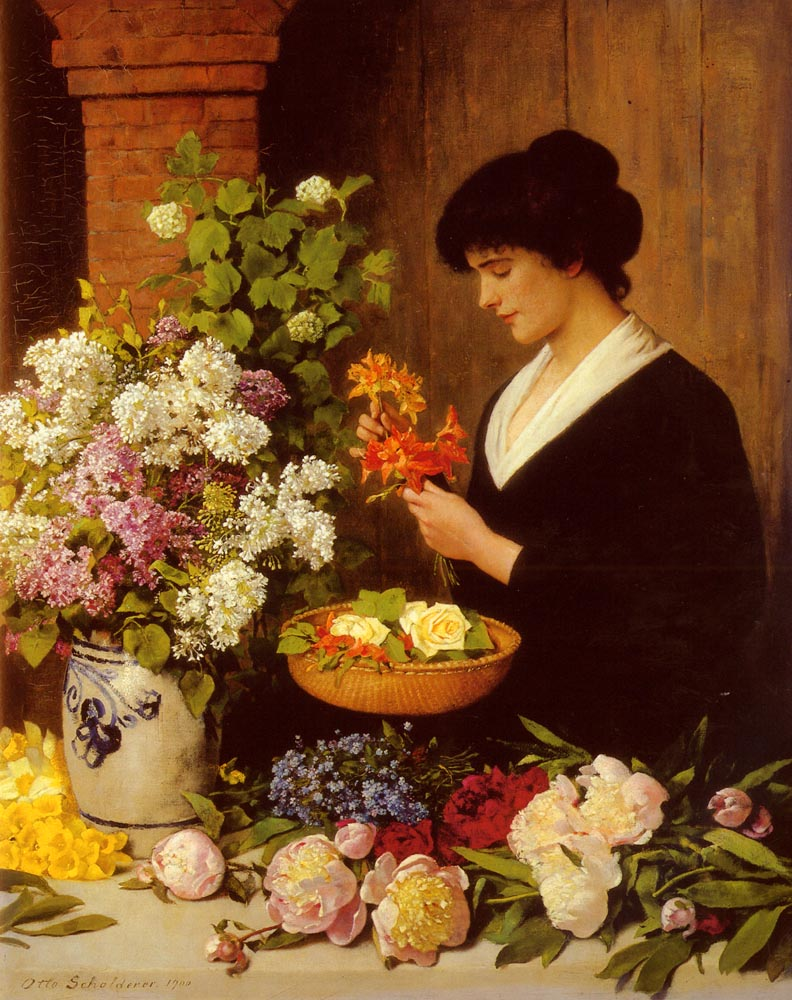

يرجع تاريخ تنسيق الزهور إلى زمن الحماصنة القدماء . فلقد تطور هذا الفن في الثقافات الآسيوية والصينية والرومانية والإغريقية والبيزنطية وأخيرًا في الثقافة الأوروبية.

## المصريون القدماء
يرجع تاريخ أقدم تنسيق معروف للزهور إلى مصر القديمة. فقد كان المصريون يستخدمون الزهور في أعمال التزيين منذ 2500 سنة قبل الميلاد. فقد كانوا يضعون دومًا الزهور في الزهريات. وكانت التنسيقات ذات الذوق المتميز تستخدم أثناء الدفن، في المواكب، وكانت تستخدم في تزيين الطاولات. ولقد تم اكتشاف رسوم للزهور المنسقة في النقوش البارزة المنحوتة على الأحجار المصرية وفي الزخرفة المرسومة على الجدران.
كان يتم اختيار الزهور حسب الدلالة الرمزية لها، مع التركيز على الأهمية الدينية. فعلى سبيل المثال كانت زهور اللوتس أو اللوتس المقدس تعتبر من الزهور المقدسة عند إيزيس وكانت تستخدم غالبًا في تنسيقات الزهور. ولقد تم العثور على أنواع أخرى كثيرة من الزهور في مقابر المصريين القدماء. أكاليل الزهور كان يرتديها المحبون وتوضع في المقابر. وتضم تلك الزهور [الإشقيل الأزرق والشقار ذي زهرة الخشخاش والسوسن السيبيري والعائق والنرجس والنخل ونبات البردي والورد.
كانت التقنيتان الفنيتان هما التكرار والتبديل. فكانت تلف زهرة حول حافة الزهرية ويتم تبديل الألوان، الأزرق يليه الأخضر ثم الأزرق مجددًا.
ويساعد هذا في إنجاز مظهر بسيط مع الحفاظ على استخدام الألوان الرئيسية والمشرقة.

## الإغريق والرومانيون القدماء
كان الإغريق والرومانيون القدماء يستخدمون الزهور أيضًا. فكان الإغريق القدماء يستخدمون الزهور في التزيين أكثر من غيره. وكانوا يستخدمون الأعشاب غالبًا مع الزهور وكانوا يصنعون الأكاليل والجدائل. ولم يكونوا يستخدمون الزهريات في الغالب، بل كانوا يركزون بدلاً من ذلك على الأكاليل والجدائل. وكانوا يضعون في الطين النضيج (التراكوتا) العناصر النباتية مثل أغصان الزيتون. وكان غالبًا يتم استخدام الفروع المورقة في حفلات الزفاف. وكانوا أيضًا يطرحون البتلات على الأرضيات والأسرة. ولقد كان للإغريق والرومان زهورهم ونباتاتهم التي يفضلون استخدامها مثل المصريين.
من أشهر أوراق النباتات التي استخدمها الإغريق والرومان أوراق البلوط وأوراق السنديان والغار والعشقة وورد الغار والبقدونس. أكاليل الغار كانت تقدم للفائزين في المسابقات الرياضية في الألعاب الأوليمبية القديمة. وكانت تلك الأكاليل تقدم أيضًا لمن يفوزون في المسابقات في اللقاءات الشعرية. وكانت تلك الأكاليل ترمز في روما إلى النصر العسكري وكان يتوج بها القائد المنتصر لتشريفه على نصره. وكانت الأكاليل تعد رمزًا بالنسبة للإغريق يرمز إلى القوة والشرف والمبايعة والإخلاص، وكانت تقدم كجوائز لتكريم الأبطال الرياضيين والشعراء والقادة المدنيين والجنود والأبطال.
تضم الزهور المفضلة لديهم الورود والخزامى والعسلة والبنفسج والزنبق. وكان يتم أيضًا اختيار زهور أخرى مثل الأقحوان والعائق والمخملية لجمال شكلها ولونها وتكوينها.
لقد جعلت الثروة والقوة الرومان والإغريق إلى المزيد من الرفاهية في استخدام الزهور، ومثل المصرين كانوا يستخدمون تلك الزهور في الشعائر الدينية. فكانت الزهور تلقى على الأرض في المأدبات بحيث تغوص الأقدام فيها عن الخطو فوقها، وكانت الورود «تتساقط كالأمطار» من السقف. وكانت روائح العديد من الزهور تسبب الاختناق في الأغلب. وكان الرومان يستخدمون الزهور في العديد من الوجبات ونظرًا للعبير الطاغي لهذه الزهور كان وقت الطعام يعرف باسم «ساعة الزهور».

## الصين القديمة
يرجع تاريخ صناعة الصينيين لتنسيقات الزهور إلى عام 207 إلى 220 قبل الميلاد، في عصر مملكة هان في الصين القديمة. وكانت الزهور عنصرًا أساسيًا في التدريس الديني وفي الطب.
كان معتنقو البوذية والطاوية والكونفشيوسية يضعون الزهور المقطعة فوق المذابح. وترجع هذه الممارسة إلى الفترة من عام 618 إلى 906 قبل الميلاد. فكانوا يصنعون الرسوم والمنحوتات والأشياء المزركشة برسوم من الزهور. وتوجد الرسوم في الزهريات والبلاط والمطويات والحرير. وكانت منحوتات الزهور تتم على الخشب والبرونز واليشيم والعاج.
تحرم البوذية إفناء الحياة، وبهذا يحرص معتنقو هذه العقيدة حرصًا كبيرًا عند قطع النباتات. وكانت الزهور وأوراق النباتات التي تستخدم في عمل تنسيقات السلال تختار على أساس المعنى الرمزي لها. فعلى سبيل المثال، ترمز أشجار الخيزران والدراق وشجرة الأجاص إلى طول العمر. ويرمز الزنبق والرمان والسحلب إلى الخصوبة. وكانت أكثر الزهور تشريفًا من بين جميع الزهور هي عود الصليب. فكانت تعتبر «ملكة الأزهار» وترمز إلى الثروة والحظ السعيد والمكانة المرموقة.

## الإمبراطورية البيزنطية
(320 إلى 600 ميلادي)
استمرت أساليب استخدام الزهور لدى الإغريق والرومان باقية في هذه الفترة. ولكن كان يتم عمل الأكاليل بطريقة مختلفة. فكان يتم استخدام المزيد من الأوراق المتعددة والزهور الصغيرة على هيئة أقواس لعمل شكل ملتوٍ.
في أثناء الفترة من 500 إلى 1453 قبل الميلاد، قدمت الإمبراطورية البيزنطية إسهاماتها في تنسيقات الزهور. وكانت هذه التنسيقات تضم غالبًا استخدام تصميم الشكل المخروطي. فكانت أوراق النباتات مخروطية الشكل توضع في كأس القربان والجرة التي كانت تزين أيضًا بالمزيد من الزهور والفواكه ذات الألوان الزاهية. ومن بين الزهور التي كانت تستخدم كثيرًا في هذه التنسيقات البليس والزنبق والسرو والقرنفل والصنوبر. وكان من الشائع أيضًا استخدام الأشرطة.

## تنسيق الزهور في أوروبا
وصل تنسيق الزهور إلى أوروبا سنة 1000 قبل الميلاد تقريبًا. وكانت تستخدم استخدامًا خاصًا في الكنائس والأديرة حيث كانت تستخدم الزهور والنباتات في الطعام وفي التزيين. فعندما عاد المشاركون في الحملات الصليبية من الشرق الأوسط جلبوا معهم نباتات جديدة ومثيرة. ومن ثم تمكنت الدول الأوروبية من بدء تجربة التعامل مع النباتات التي لم تكن معروفة لها من قبل.
العصور الوسطى (476-1400 ميلادي)
لقد كان هذا عصر الرهبان وكان يشتهر عن الرهبان في ذلك الوقت امتلاكهم حدائق تشتمل على الأعشاب والزهور البرية. وكما تظهر المخطوطات هناك العديد من الزهور البرية التي تزين بأناقة حواف الصفحات. وفي الجزء الأخير من الفترة القوطية بدأت الزهور تحتل مكانة أكثر تأثيرًا، فبدأت الزهور تزدهر في صور المذابح والمخطوطات والرسوم.
لقد كان من العوامل المهمة في تخطيط الأديرة أن تشتمل على حديقة للأعشاب الطبية التي «ستمد الأطباء بالمنتجات الدوائية المطلوبة في علاج الأمراض. لكن الاعتماد على قوة الأعشاب دون اللجوء إلى خالقها [الإله] كان أمرًا غير مقبول بالنسبة للمسيحيين» [12]. فالله هو «من أنبت الأعشاب» ومن ثم فإن فائدتها الطبية هي مسألة روحية بالأساس [13]. بالإضافة إلى ذلك كان الرهبان والمسيحيون يستخدمون النباتات عمومًا في الشعائر والاحتفالات المقدسة. وكان لتلك النباتات غالبًا «ارتباط رمزي معروف جيدًا» وتتماشى مع الأسس الروحية ولها تأثير جسدي في الرعاية الصحية.
عصر النهضة (1400-1600 ميلاديًا)
بدأ تصميم الزهور في إيطاليا وتطور في جميع أنحاء أوروبا. ولقد اشتهرت رسوم تنسيقات الزهور المبهرة في الزهريات. وكانت الجذور تغطى لعمل تنسيقٍ صلب متناغم كبير. ولقد استخدموا مجموعة مختلفة من الألوان الزاهية وأنواعًا مختلفة من الزهور. وكانت أوراق وثمار الفاكهة تجدل في الأكاليل لتزيين الجدران والأسقف ذات القبو. وكانت البتلات تكدس في سلال أو تلقى على الأرض أو في الشوارع أو يتم نثرها من الشرفات.
العصر الباروكي (1600-1775 ميلاديًا)
كانت تصميمات الزهور في بداية ذلك العصر متناسقة بيضاوية الشكل، ولكن أصبحت التصميمات غير المتناسقة هي المفضلة لاحقًا في هذا العصر نفسه وكان شكل الحرف S أو شكل الهلال هو الشكل الشائع.
العصر الهولندي–الفلامون (1600-1750ميلاديًا)
بخلاف العصر الباروكي كانت تنسيقات الزهور أصغر ومتوازنة. وكانت السمة الأساسية لهذه الفترة هي تنوع الزهور داخل الباقة.
العصر الفرنسي (1600-1814 ميلاديًا)
لقد أصبح إعجاب المرأة من العوامل الأساسية في تصميم الزهور. وكان هذا هو العصر الباروكي في فرنسا. وكانت زخرفة الروكوكو في فرنسا أكثر رسمية. وكانت تنسيقات الزهور غير متناسقة باستخدام شكل الهلال أو شكل حرف S. وفي العصر الإمبراطوري كان الفرنسيون يستخدمون الخطوط البسيطة في شكل المثلث والتضاد الصارخ بين الألوان. وكان يتم تنسيق التصميم الإمبراطوري التقليدي باستخدام جرة تحوي كميات وفيرة من الزهور زاهية الألوان الكبيرة.
إنجلترا- عصر الملك جورج (1714 -1760 ميلاديًا)
كانت التصميمات رسمية ومتناسقة وكانت تنسق غالبًا تنسيقًا شديدًا باستخدام مجموعة متنوعة من الزهور. وكانت تلك التصميمات متأثرة بأسلوب التصميم الشرقي نظرًا لحركة التجارة النشطة. ولهذا أصبحت التصميمات متناسقة مثلثية الشكل. ومع نهاية هذا العصر، أصبحت التصميمات أقل رسمية حيث أصبح عبير الزهور أكثر أهمية من الشكل. فقد كان يقال إن عبير الزهور ينقي الهواء من الأمراض. ولهذا السبب صمم الإنجليزيون شكلاً يسمى «باقة صغيرة» تمسك في اليد لحمل الروائح الذكية. كما كانت الباقات الصغيرة تساعد في إخفاء روائح المجتمع حيث كان يعتقد غالبًا أن الاستحمام أمر غير صحي. وكانت الباقات تسمى رزمة.
العصر الفيكتوري (1820-1901 ميلاديًا)
كانت الزهور تعتبر من الأمور العصرية في هذا العصر المسمى نسبةً إلى الملكة فيكتوريا. ورغم أن تنسيقات الزهور في تلك الفترة لم تكن متوازنة جيدًا، فقد كان يوضع عدد كبير من الزهور الضخمة جنبًا إلى جنب في وعاء لعمل تنسيقات مرصوصة وغير متناسقة ومتكتلة جيدًا. ولم يكن هناك طراز محدد، لكن استخدام العديد من الزهور والألوان المختلفة جعل التنسيق يبدو غير منظمٍ تقريبًا. وكانت الباقات الصغيرة لا تزال تستخدم في التخلص من الروائح. وكانت هناك محاولات في هذه الفترة لوضع قواعد لتنسيق الزهور المناسب عندما أصبحت مهارة فنية أو حرفة.
ساهمت النهضة الإيطالية في إعطاء شرارة إضافية لفن تنسيق الزهور في أوروبا. فقد بدأ أثناء تلك الفترة الزمنية تطوير طرز مختلفة في تنسيق الزهور. وبحلول القرنين الخامس عشر والسادس عشر كانت تنسيقات الزهور أمرًا شائعًا وكانت تستخدم مجموعة مختلفة من المواد لعمل الحاويات، مثل الرخام والزجاج البندقي والبرونز.
لقد أطلقت تنسيقات الزهور المصنوعة في أثناء هذه الفترة عنصرًا جديدًا تمامًا - وهو استخدام الفاكهة الاستوائية. وتركز هذه التنسيقات أيضًا على خلق تضاد في الألوان. ومن أمثلة بعض الزهور الشهيرة الزنبق الأبيض (المستخدم كرمز للخصوبة والعفة) والنرجس والورد والسوسن والياسمين والبنفسج والمخملية الفرنسية والقنطريون العنبري وإكليل الجبل.